# Nikola Puschkarow

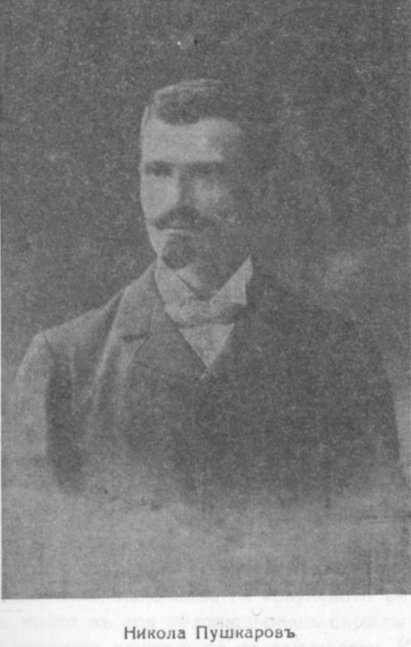
Nikola Puschkarow, 1903

Nikola Petkow Puschkarow (auch Nikola Puškarov geschrieben, bulgarisch Никола Петков Пушкаров; * 14. Dezember 1874 in Pirdop; † 19. Februar 1943 in Sofia) war ein bulgarischer Agrarwissenschaftler. Er war auch ein Aktivist der Inneren Makedonisch-Adrianopeler Revolutionären Organisation (IMARO). Puschkarow befasste sich in seinen wissenschaftlichen Arbeiten mit der Erforschung von Bodenarten und dem Einsatz von Düngemitteln. Insbesondere schuf Puschkarow eine Karte der Bodenarten in Bulgarien.

## Leben
Nikola Puschkarow wurde am 14. Dezember 1874 in Pirdop, damals im Osmanischen Reich, geboren. Er absolvierte die Grundschule in seiner Heimatstadt und das Gymnasium in Sofia. Anschließend unterrichtete Puschkarow als Lehrer in Mirkowo. Von 1898 bis 1901 studierte er Naturwissenschaften an der Universität Sofia. Später unterrichtete er am bulgarischen Gymnasium in Skopje, wo er Mitglied der Inneren Makedonisch-Adrianopeler Revolutionären Organisation (IMARO) wurde. 1902 erhielt er von Goze Deltschew den Auftrag, die revolutionäre Region Skopje zu verstärken. Daraufhin wurde Puschkarow 1902 zum Präsidenten des Revolutionskomitees von Skopje innerhalb der IMARO gewählt. Puschkarow war auch Herausgeber des IMARO-Organisationsblatts in Skopje „Freiheit oder Tod“. Insgesamt war das revolutionäre Netzwerk in der Region Skopje nicht gut entwickelt, und der Mangel an Waffen stellte ein ernstes Problem dar. Andererseits gewann in einigen Gebieten, wie etwa in Kumanovo, die starke pro-serbische Propaganda an Unterstützung, und andere Bezirke, wie etwa Kratovo, gerieten unter die Kontrolle der Obersten Makedonisch-Adrianopel-Komitees.
Vor Beginn des Ilinden-Preobraschenie Aufstands 1903 verfügte Puschkarow über eine bewaffnete Tscheta (dt. Gruppe) von 18 Mann, die 100 Kilogramm Dynamit und 200 Bomben mit sich führte. Bei Ausbruch des Aufstands war Puschkarow Anführer der Rebellentruppen in der Region Skopje. Am 22. Juli ließ sich Puschkarows Truppe im Kloster „Sveti Jovan“ bei Vetersko, nahe der Mündung des Flusses Pčinja in den Vardar, nieder. Von dort aus konnte die Tscheta den Eisenbahnverkehr kontrollieren. Die Tscheta von Puschkarow zog vom Kloster in das Dorf Novačani und brachte am 1. August einen Militärzug mit 32 Waggons zum Entgleisen. Am 3. und 5. August griffen sie eine türkische Einheit an, die die Brücke über den Vardar bewachte, und lieferten sich im Kloster „Sveti Jovan Veterski“ eine Schlacht. In den nächsten Tagen wurde die Truppe von zahlreichen Baschi-Bosuk verfolgt und bewegte sich langsam nach Bulgarien, da sie verwundete Rebellen mit sich führte. Am 20. August marschierte die Truppe durch Vranje in Kjustendil. Nikola Puschkarow bildete dort eine neue bewaffnete Gruppe, die erneut nach Makedonien vordrang. Die Tscheta zog nach Kriva Palanka und kehrte im Oktober nach einer Schlacht in Prolesje nach Bulgarien zurück.
Nach dem Ilinden-Preobraschenie Aufstand kehrte Pusсhkarow nach Bulgarien zurück. Nach Skopje konnte er nicht mehr zurückkehren, da die osmanische Polizei ihn aktiv suchte. Er arbeitete als Lehrer in Plowdiw, Sofia und Widin. 1919 war Puschkarow Mitglied der provisorischen Vertretung der ehemaligen Vereinigten Inneren Revolutionären Organisation. In dieser Zeit rief er zur Gründung eines unabhängigen Makedoniens auf und hoffte, dass sich die makedonische Bevölkerung dadurch zu einer eigenständigen Nation entwickeln und nicht länger Opfer der Griechen, Serben und Bulgaren sein würde. Später widmete sich Puschkarow der Wissenschaft. Er beschäftigte sich mit der Erforschung der Bodenarten und erstellte 1931 die erste Bodenkarte Bulgariens. Puschkarow starb am 18. Februar 1943 in Sofia. Sein Geburtshaus in Pirdop ist heute ein Hausmuseum. Nach ihm wurde das Institut für Bodenkunde in Sofia benannt.